# Церква Іоанна Кронштадтського (Ростов-на-Дону)
Храм на честь святого праведного Іоанна Кронштадтського — храм у місті Ростов-на-Дону, побудований на честь православного святого Іоанна Кронштадського. Храм належить до Ростовської та Новочеркаської єпархії Московського патріархату. Побудований у 2010 році за проектом Іванова Генріха Васильовича

## Історія
Храм на честь святого праведного Іоанна Кронштадтського є єдиним студентським храмом Ростовської та Новорчеркаської єпархії. Історія цього храму почалася 1992 року, коли 29 вересня відбулося відкриття домової церкви при Ростовському державному університеті шляхів сполучення. Перший молебень у церкві відбувся 1 вересня 1993 року. У наступному році, 12 липня, архієпископ Ростовський і Новочеркаський Пантелеймон освятив місце під будівництво, а 26 липня розпочалися будівельні роботи. Перша Божественна літургія проведена 3 червня 1994 року. Незабаром прийнято рішення про будівництво нового храму Іоанна Кронштадтського. Патріарх Московський і всієї Русі Алексій II у 1999 році відвідав університет і освятив на площі Народного ополчення заставний камінь і місце будівництва. У 2004 році відкриті купола хрест. При храмі працює недільна школа. З 14 березня 2005 року богослужіння приходу перенесені в боковий вівтар в ім'я святих апостолів Петра і Павла, влаштований у напівпідвальному приміщенні майбутнього храму, що зводиться в класичному стилі (на відміну від панівного в Ростові «візантійського».